# أشرف صالح محمد سيد
أشرف صالح محمد سيد مؤرخ وأكاديمي مصري متخصص في تاريخ وحضارة العصور الوسطى، ومن رواد النشر الرقمي والدراسات متعددة المجالات. وهو أستاذ مشارك تاريخ وتراث العصور الوسطى في كلية الآداب والعلوم الإنسانية، جامعة ابن رشد (هولندا)، ورئيس تحرير دورية كان التاريخية الصادرة عن مؤسسة كان للدراسات والترجمة والنشر. عمل أستاذًا في الجامعة الإسكندنافية (النرويج) وجامعة أريس (الولايات المتحدة). مُحكَّم معتمد في عدد من المراكز البحثية العربية، وعضو الهيئة الاستشارية في عدد وافر من المجلات العلمية الأكاديمية. صدرت له دراسات عديدة متخصصة باللغة العربية والإنجليزية في مجلات علمية وأكاديمية مُحَكَّمة (عربية ودولية)، ومؤلفات في الدراسات التاريخية والتراث والمعتقدات الشعبية، وأدلة مرجعية عن الجوائز المتخصصة في الوطن العربي. تعتمد المكتبات الأكاديمية العربية الإصدارات الخاصة به بالإضافة إلى ظهورها في المقتنيات العربية للمكتبات الأكاديمية الأمريكية. حصل على وسام التميز العلمي من جامعة الأمة في فلسطين تقديرًا للعطاء العلمي والأكاديمي المتميز للعام 2019 - 2020. وحاصل على لقب «سفير العلاقات الدولية الشرفي» من قبل منظمة علوم الكندية للتدريب والتطوير 2020.

## الخبرات الأكاديمية[4]
- عضو هيئة التدريس في الجامعة الإسكندنافية – النرويج (2010 - 2012).
- عضو هيئة التدريس في جامعة أريس – الولايات المتحدة (2012 - 2014).[5]
- عضو هيئة التدريس في جامعة ابن رشد – هولندا (2012 - 2014).
- أستاذ مساعد بكلية الآداب والعلوم الإنسانية - جامعة ابن رشد – هولندا (2015 - 2019).
- أستاذ مشارك بكلية الآداب والعلوم الإنسانية - جامعة ابن رشد – هولندا (2020 - 2024).
- أستاذ تاريخ وتراث العصور الوسطى - جامعة ابن رشد – هولندا (2025 حتى الآن).
- رئيس تحرير دورية كان التاريخية، أول دورية عربية رقمية مُحَكَّمة للدراسات التاريخية (2008 حتى الآن).[6]
- عضو فرقة بحث التواصل الحضاري للغرب الإسلامي في العصر الوسيط -جامعة محمد خيضر بسكرة- الجزائر (فبراير - ديسمبر 2019).

## الإنتاج العلمي

### المؤلفات
- 2007 الآثار الباقية عن البيروني (362 - 440هـ / 973 - 1048م).- القاهرة: دار النشر الإلكتروني كتب عربية.[7]
- 2007 الدبلوماسية الأيوبية - الصليبية (1191- 1192): دراسة تاريخية تحليلية.- بيروت: شركة الكتاب الإلكتروني العربي.[8]
- 2008 تيبيريوس: ثاني الأباطرة الرومان (42ق.م - 37م).- بيروت: شركة الكتاب الإلكتروني العربي.[9]
- 2008 قراءة في تاريخ وحضارة أوروبا العصور الوسطى.- بيروت: شركة الكتاب الإلكتروني العربي.[10][11]
- 2008 جمال قبل عبد الناصر (1948 - 1952).- الإسكندرية: منشأة المعارف.[12]
- 2009 أصول التاريخ الأوربي الحديث.- الدوحة: دار واتا للنشر الرقمي.[13]
- 2012 جون هالدون، بيزنطة في حرب (600 - 1453).- القاهرة: منشورات كان التاريخية.[14]
- 2013 التأليف والترجمة في الحضارة العربية الإسلامية (بحوث وأوراق عمل).- الكويت، دار ناشري للنشر الإلكتروني.[15]
- 2013 الجوائز المتخصصة في الوطن العربي.- الكويت، دار ناشري للنشر الإلكتروني.[16]
- 2014 الكنيسة ودورها في مملكة بيت المقدس اللاتينية (1099- 1187).- القاهرة: منشورات كان التاريخية.
- 2015 أيام المحروسة: من الدخول العربي حتى التجربة الإخشيدية.- عمان: دار زهران للنشر والتوزيع.[17]
- 2016 الجوائز العربية (كتاب الرافد العدد 127).- الشارقة: دائرة الثقافة والإعلام، يوزع مع مجلة الرافد.[18]
- 2016 الحملات الاستعمارية الأوربية على الشرق العربي الإسلامي في العصور الوسطى.- القدس: دار الجندي للنشر والتوزيع.[19]
- 2016 الجوائز الإماراتية: روح المبادرة والتميز.- نورث تشارلستون: كريت سبيس.[20]
- 2017 النهضة العربية الإسلامية في العصور الوسطى: دراسات في الاسهامات والانتكاسات.- دمشق: دار صفحات.[21]
- 2018 الطلاب والعمل السياسي في القرن العشرين: نظرة تاريخية.- الإسكندرية: دار التعليم الجامعي.[22]
- 2018 التاريخ الأوربى في العصر الوسيط: قراءة جديدة.- الإسكندرية: دار التعليم الجامعي.[23]
- 2018 القاهرة بين التاريخ والأساطير: مشاهد من حياة المدينة في العصور الوسطي.- القاهرة: المكتب العربي للمعارف.[24]
- 2018 الانحراف الجنسي في عصر الحروب الصليبية (1095 – 1291 م / 489 – 690 هـ): صورة الآخر الفرنجي.-القاهرة: دار البشير.[25]
- 2018 «الشذوذ الجنسي في مصر خلال عصر سلاطين المماليك: سلوك العامة نموذجًا 1250 - 1517»، ضمن موسوعة الجنسانية العربية والإسلامية قديمًا وحديثًا.-لندن: دار إي-كتب، يونيو 2018.[26]
- 2019 خزائن المعرفة في الحضارة العربية: مصر والشام والأندلس.-الجزائر: ألفا للوثائق والنشر.[27]
- 2019 الفرنجة في المشرق: دراسات في تاريخ الحروب الصليبية.-الجزائر: ألفا للوثائق والنشر.[28]
- 2019 القرون المضيئة: دراسات في التاريخ والحضارة العربية الإسلامية.- الإسكندرية: دار التعليم الجامعي.
- 2019 مِصْرَ القَرْوَسَطِيَّة: قضايا من التاريخ السياسي والحضاري.-فلسطين: دار الجندي للنشر والتوزيع.[29]
- 2019 جولة في معتقدات القرية: المسكن، المأكل، الملبس.-القاهرة: دار حميثرا للنشر والتوزيع والترجمة.[30]
- 2019 اللصوص والقراصنة في عصر الحروب الصليبية: زيارة إلى تاريخ السلب والنهب.- بيروت: مؤسسة الانتشار العربي.[31]
- 2020 وعاء المعرفة ومنارات العلم في القرون الوسطى.- الجيزة: مكتبه النهضة العصرية للنشر والتوزيع.[32]
- 2020 دراسات حضارية في التاريخ الإسلامي (الحياة، الطب، الحياة العلمية).- الإسكندرية: دار التعليم الجامعي.[33]
- 2020 تاريخ الخليج والجزيرة العربية 1820 -1971.- الجزائر: ألفا للوثائق والنشر.[34]
- 2020 العصور الوسطى في الشرق: بحوث ودراسات في تاريخ مصر والشام 641 - 1517.-الجزائر: ألفا للوثائق والنشر.[35]
- 2020 انتشار الخمر والنبيذ في عصر الحروب الصليبية.-القاهرة: دار الكتاب الحديث.[36]
- 2021 الغرب الأوربي في العصور الوسطى: التاريخ والحضارة.- عمان: دار الوفاق للنشر والتوزيع.[37]
- 2021 سَيْرَةٌ مِصْرَ: الغزاة والولاة في سبعة قرون.- عمان: دار الوفاق للنشر والتوزيع.[38]

### البحوث والدراسات
- «التراث الحضاري في الوطن العربي: أسباب الدمار والتلف وطرائق الحفاظ»، ندوة الحفاظ على التراث الحضاري في الوطن العربي بين النظرية والتطبيق.- البتراء (الأردن) أغسطس 2009.[39]
- «المنهج العلمي عند البيروني من خلال كتاب الآثار الباقية عن القرون الخالية».- مجلة التاريخ العربي (فصلية، علمية، محكمة).- الرباط (المغرب) ع 54 خريف 2010.[40]
- «تجارب عربية في التوثيق الرقمي للمصادر التراثية والثقافية».- مجلة البوابة العربية للمكتبات والمعلومات (Cybrarian Journal).- ع25 (يونيو 2011).[41]
- «التوجهات المستقبلية في الحفاظ على المصادر التراثية: جمهورية مصر العربية نموذجًا»، ندوة إدارة مصادر التراث بين الواقع والمأمول.- أسطنبول (تركيا) ديسمبر 2011.[42]
- «الحياة الخاصة للإمبراطور الروماني تيبيريوس (42 ق.م – 37م)».- مجلة جامعة ابن رشد - هولندا (فصلية، علمية، مُحكَّمة).- ع5، مارس2012.[43]
- «التنافس البريطاني العثماني وأثره في الكيان القطري في فترة حكم الشيخ جاسم بن محمد بن ثاني (1878 - 1913)».- مجلة ليوا (علمية مُحكَّمة تصدر عن الأرشيف الوطني - الإمارات).- السنة الرابعة ع8 ديسمبر 2012.[44]
- «مفاهيم الموارد البشرية: النشأة والتطور».- مجلة المنارة للدراسات القانونية والإدارية (علمية فصلية مُحكَّمة).- الرباط (المغرب) السنة الثانية ع4 يونيو 2013.
- «فن التفاوض الأيوبي ودبلوماسية الصليبيين خلال الحملة الصليبية الثالثة على الشرق (1191 – 1192م)».- مجلة علوم الإنسان والمجتمع (مجلة دولية مُحكمة تصدرها كلية العلوم الإنسانية والاجتماعية –جامعة بسكرة - الجزائر).- ع6 جوان 2013م.[45]
- «الجهود الوطنية في الحفاظ على المصادر التراثية المصرية».- مجلة دراسات وأبحاث (علمية دولية مُحكَّمة) جامعة الجلفة (الجزائر).- السنة الخامسة ع11 يونيو 2013.[46]
- «المراكز الثقافية في دار السلطان (الجزائر) أواخر العصر التركي».- مجلة أماراباك (علمية فصلية مُحكَّمة تصدر عن الأكاديمية الأمريكية العربية للعلوم والتكنولوجيا).- م4 ع8 2013.[47]
- "الكنيسة في مملكة بيت المقدس عصر الحروب الصليبية: الدور والواجبات (1099 – 1187).- مجلة علوم الإنسان والمجتمع (جامعة بسكرة - الجزائر).- ع9 مارس 2014.[48]
- «الاستعمار الأوربي وجريمة التجارة بالإنسان الإفريقي».- مجلة قراءات إفريقية (فصلية، مُحكَّمة، تصدر عن المنتدى الإسلامي - السعودية).- ع19 محرم - ربيع الأول 1435هـ، يناير - مارس 2014.[49]
- «معاهدة الصداقة والتعاون بين المملكة العربية السعودية والمملكة المصرية (مايو - نوفمبر) 1936».- مجلة ليوا (علمية مُحكَّمة يصدرها الأرشيف الوطني - الإمارات).- السنة السادسة ع11 يونيو 2014.[50]
- «مظاهر النفوذ الاستعماري الأوربي في مقاطعات الشرق الإفريقي: النشاط التبشيري في القرن التاسع عشر الميلادي».- مجلة الدراسات الإفريقية (محكمة يصدرها مخبر الدراسات الإفريقية - جامعة أبو القاسم سعد الله - الجزائر).- السنة (1) ع (2) مايو 2015.[51]
- «القيادة الإدارية في فكر الفارابي».- مجلة التعريب (نصف سنوية مُحَكَّمة تصدر عن المركز العربي للتعريب والترجمة والتأليف والنشر - دمشق - سوريا).- السنة (35) العدد (48) حزيران (يونيو) 2015.[52]
- «الخُبْز في مِصْر: دراسة في التراث الثقافي والشعبي».- مجلة المعارف للبحوث والدراسات التاريخية (جامعة الشهيد حمه لخضر – الوادي - الجزائر). ع2 أغسطس 2015.[53]
- «الإدارة الحكومية: قراءة في فكر الرواد المسلمين».- مجلة الكلمة (منتدى الكلمة للدراسات والأبحاث - لبنان). ع89 خريف 2015.[54]
- «الموقف البريطاني من تجارة الرقيق في الخليج العربي (1820 – 1890)».- مجلة الباحث (فصلية أكاديمية مُحَكَّمة تصدر عن كلية العلوم الاجتماعية والإنسانية – جامعة الشهيد حمّه لخضر بالوادي – الجزائر).-ع5 رمضان 1437/ جوان 2015.[55]
- «الحياة الاقتصادية عند العرب في الجاهلية والإسلام: التجارة والأسواق في اليمن نموذجًا».- مجلة الدراسات التاريخية والاجتماعية.- كلية الآداب والعلوم الإنسانية - جامعة نواكشوط - موريتانيا. العدد الرابع؛ شتاء 2015.[56]
- «التراث الفكري الضائع في التاريخ العربي الإسلامي».- مجلة آفاق الثقافة والتراث (تصدر عن مركز جمعة الماجد للثقافة والتراث - دبي - الإمارات).- العدد (92) كانون الأول (ديسمبر) 2015.[57]
- «إدارة الكوارث البيولوجية في بلاد الشام في عصر الدولة المملوكية: الطاعون نموذجًا (1250 – 1571م/ 648 – 922هـ)».- مجلة جيل العلوم الإنسانية والاجتماعية: (مُحكَّمة تصدر عن مركز جيل البحث العلمي - لبنان).- العدد (6) أبريل 2015.[58]
- «الاتجاهات الحديثة في السياحة الثقافية: تسويق المتاحف نموذجًا».- مجلة فكر وإبداع (إصدار علمي متخصص جامعي مُحكم).- العدد (102) يونيو 2016.[59]
- «المكتبات الشخصية في مِصْرَ الإسلامية خلال العصور الوسطى (641 - 1517م)».- مجلة المكتبات والمعلومات (علمية، مُحكمة، نصف سنوية، تصدر عن دار النخلة للنشر - ليبيا).- السنة السابعة؛ العدد (16) حزيران (يونيو) 2016.[60]
- «الحياة الفكرية في الحضارة الإسلامية: المكتبات الشخصية في الأندلس نموذجًا».- مجلة العمارة والفنون والعلوم الإنسانية (دورية، علمية، مُحكمة، تصدر عن الجمعية العربية للحضارة والفنون الإسلامية - القاهرة).- العدد (3) يوليو 2016.[61]
- «الاتجاهات الاقتصادية الإسلامية خلال العصور الوسطى: قضايا السوق في فكر الإمام ابن تيمية».- دَّورِيةُ كَان الْتَّارِيْخية (علمية. عالمية. مُحَكَّمَة. ربع سنوية).- السنة التاسعة - العدد الثالث والثلاثون؛ سبتمبر (أيلول) 2016.[62]
- «المكتبات الشخصية في بلاد الشام خلال العصور الوسطى (463 – 922هـ/ 1070 – 1516م)».- مجلة الدراسات التاريخية والاجتماعية (دورية أكاديمية محكمة تصدر عن كلية الآداب والعلوم الإنسانية - جامعة نواكشوط (موريتانيا).- العدد (11) ديسمبر 2016.[60]
- «أثر مصدر الحياة في القضاء على مصدر المعرفة: دراسة تأريخيه عن ضياع الكتاب العربي بسبب المياه من القرن الأول الهجري حتى القرن الرابع عشر الهجري».- مجلة مركز حضارات البحر المتوسط (علمية، أكاديمية، محكمة، يصدرها مركز حضارات البحر المتوسط - كلية الآداب - جامعة سوهاج).- العدد (1) يناير 2017.
- «الوسائل العلاجية الطريفة في التراث العلمي العربي: استخدام الأنغام الموسيقية أنموذجًا».- مجلة التراث العلمي العربي (فصلية علمية مُحكَّمة تصدر عن مركز إحياء التراث العلمي العربي - جامعة بغداد).- العدد (1) (يناير - مارس) 2017.[63]
- «الكانيبالية في مصر خلال العصور الوسطى: دراسة تاريخية عن انحراف غريزة الغذاء (1200 – 1202)».- مجلة البحوث التاريخية (سداسية مُحَكَّمة تصدر عن كلية العلوم الإنسانية- جامعة محمد بوضياف المسيلة- الجزائر).- العدد (2) جوان 2017.[64]
- «فرسان الشيطان: شخصية المقاتل المغولي في المدونات التاريخية العربية».- مجلة العلوم الإنسانية (مجلة علمية فصلية محكمة تصدر عن المركز الجامعي في تندوف - الجزائر) العدد (1) جوان (يونيو) 2017.[65]
- «تدنيس المقدس في بلاد الشام عصر الحروب الصليبية: الدين والجنس».- دورية كان التاريخية.- السنة الحادية عشرة- العدد الأربعون؛ يونيو 2018.[66]
- «غازية الخنَّاقة (662هـ/ 1263م): صفحة من الجريمة النسائية في مصر المملوكية».- مجلة العبر للدراسات التاريخية والأثرية (مُحَكَّمة تصدر عن مخبر الدراسات التاريخية والأثرية في شمال إفريقيا- جامعة ابن خلدون تيارت - الجزائر).- مج (1) ع (2) سبتمبر 2018.[67]
- «جامع أحمد بن طولون: الرمزية السياسية، الأسطورة، المعتقد الشعبي».- مجلة التراث العلمي العربي (فصلية علمية مُحكَّمة تصدر عن مركز إحياء التراث العلمي العربي - جامعة بغداد).- العدد (39) (تشرين الأول - كانون الأول) 2018.[68]
- «جماعو الكتب في الحضارة العربية الإسلامية: دراسة تاريخية احصائية من القرن الثالث حتى القرن العاشر الهجري».- مجلة كلية اللغة العربية (مُحكَّمة تصدر عن كلية اللغة العربية في أسيوط - جامعة الأزهر).- العدد (37) (الجزء الثاني) 2018.[69]
- «القراصنة في البحر المتوسط خلال عصر الحروب الصليبية (489 – 690هـ/ 1095 – 1291م)».- دورية كان التاريخية.- السنة الحادية عشرة- العدد الثاني والأربعون؛ ديسمبر 2018.[70]
- «إتلاف السلطة للكتب في الحضارة العربية الإسلامية: ظاهرة الغسل والإغراق خلال الفترة من القرن الأول الهجري حتى القرن الثاني عشر الهجري».- مجلة بحوث الشرق الأوسط (علمية، محكمة، ربع سنوية يصدرها مركز بحوث الشرق الأوسط - جامعة عين شمس).- العدد (48) يناير 2019.[71]

### المؤلفات والدراسات (باللغة الإنجليزية)
- دراسة بعنوان «الانحراف الاجتماعي خلال العصر المملوكي: سلوك العامة نموذجًا (Social aberration during the Mamlūk era: The Public as model 1250 - 1517)».- مجلة التراث والحضارة (مُحَكَّمة تصدر عن مركز بحوث التراث والحضارة - جامعة قناة السويس)، مج (4)، ع (4) نوفمبر 2014.
- دراسة بعنوان «الانحلال الأخلاقي في العصور الوسطى: حالة المماليك في مصر وبلاد الشام (Immorality in middle ages: The case of Mamlūks in Egypt and Syria 1250 - 1517)».- مجلة التراث والحضارة (مُحَكَّمة تصدر عن مركز بحوث التراث والحضارة - جامعة قناة السويس)، مج (5)، ع (5) فبراير 2015.
- كتاب بعنوان السلوك الجنسي في العصور الوسطى: حالة المجتمع في عصر سلاطين المماليك (SEXUALITY IN MEDIEVAL AGES: The case of society during Mamlūk sultans’ era 1250 - 1517).- ألمانيا: Noor Publishing نور نشر، 2016.[72][73]

## الجوائز والتكريم
| - 1999 ميدالية التفوق في النشاط الطلابي من جامعة عين شمس. - 2007 تكريم من الرئاسة العامة للأرصاد وحماية البيئة السعودية. - 2008 تكريم من سمو الأمير تركي بن ناصر بن عبد العزيز آل سعود. - 2008 جائزة المجلس الثقافي للمبدعين العرب (فرع الدراسات التاريخية). - 2009 جائزة النور للإبداع من مركز النور في السويد (فرع البحوث والدراسات). - 2009 تكريم من الجمعية الدولية للمترجمين واللغويين العرب. - 2010 تكريم من جمعية المحافظة على التراث المصري (القاهرة). | - 2011 جائزة أفضل مشرف إداري من الجامعة الإسكندينافية (عضو اتحاد جامعات العالم الإسلامي). - 2018 جائزة المركز الثقافي الآسيوي للتفوق العلمي في الوطن العربي (مجال الدراسات التاريخية). - 2019 الجائزة العربية للتميز العلمي والتكنولوجي (عن مشروع دورية كان التاريخية). - 2019 جائزة الاتحاد العربي للثقافة (سوريا). - 2020 درع الرواد من المديرية العامة للتربية في محافظة الأنبار - وزارة التربية (العراق). - 2020 وسام التميز العلمي والأكاديمي من جامعة الأمة (فلسطين). |

## النشاط الثقافي

### المقالات
- «الأندلس: المجد الزائل»، مجلة نسمات.- العدد الثاني؛ أبريل 1420هـ/2000م.- القاهرة: كلية الآداب- جامعة عين شمس، 2000.
- «افتتاحية العدد الأول».- دورية كان التاريخية (إلكترونية، محكمة، ربع سنوية).- العدد (1) سبتمبر 2008.
- «معركة الجهاد الكبرى 583هـ/ 1187م».- دورية كان التاريخية (رقمية، محكمة، ربع سنوية).- العدد (1) سبتمبر 2008.
- «الحكمة الطولونية في مصر».- مجلة المؤرخ (تصدر عن جمعية ليون الأفريقي للتنمية والتقارب الثقافي - الدار البيضاء).- العدد (1) نوفمبر 2008.
- «الحقبة الهوهنشتاوفنية في الإمبراطورية الرومانية المقدسة»، دورية كان التاريخية (القاهرة)- القاهرة، العدد الثالث؛ مارس – 2009.
- «سيرة الحمام الزاجل التاريخية»، دورية كان التاريخية (القاهرة)- السنة الثانية، العدد الرابع؛ يونيو 2009.
- «التفسير اللاهوتي للتاريخ»، دورية كان التاريخية (القاهرة)- السنة الثانية، العدد السادس؛ ديسمبر – 2009.
- «التفسير الفردي للتاريخ»، دورية كان التاريخية (القاهرة)- السنة الرابعة، العدد الحادي عشر؛ مارس 2011.
- «التاريخ الشَفَاهي»، دورية كان التاريخية (القاهرة)، السنة الرابعة، العدد الثاني عشر؛ يونيو 2011.
- «التفسير السيكولوجي للتاريخ»، دورية كان التاريخية (القاهرة)، السنة الرابعة، العدد الثالث عشر؛ سبتمبر 2011.
- «التّـاريخانيّة»، دورية كان التاريخية (القاهرة)- السنة الرابعة، ديسمبر؛ ع14 – 2011.
- «المنهج الأركيولوجي في التاريخ»، دورية كان التاريخية (القاهرة)- السنة الخامسة، مارس؛ ع15– 2012.
- «التفسير الإيروتيكي (الجنسي) للتاريخ»، دورية كان التاريخية (القاهرة) السنة الخامسة، ع16 يونيو 2012.
- «قَدَّاسة النص التاريخي»، دورية كان التاريخية (القاهرة) السنة الخامسة، ع17 سبتمبر 2012.
- «الفولكلور.. هويّة وتاريخ»، دورية كان التاريخية (القاهرة)- السنة الخامسة، العدد الثامن عشر؛ ديسمبر 2012.
- «النسيج المصري: حكاية صناعة شعبية عريقة».- مجلة الثقافة الشعبية (فصلية، علمية، متخصصة).- ع19 خريف 2012 (البحرين).
- «صَّناعةُ الْتَّارِيْخ»، دورية كان التاريخية (القاهرة)- السنة السادسة، العدد الواحد والعشرون؛ سبتمبر 2013.
- «الجوائز العربية».- المجلة العربية (مجلة الثقافة العربية) الرياض.- ع442 ذو القعدة 1434هـ - سبتمبر 2013 (السعودية).
- «حضارتنا المتألقة في العصور الوسطى».- مجلة الوعي الإسلامي (وزارة الأوقاف والشؤون الإسلامية).- ع581 محرم 11435هـ - نوفمبر - ديسمبر 2013 (الكويت).
- «ملامح من تاريخنا الطربوش المصري: من رمز الوطنية إلى رمز الفساد».- مجلة ديوان (مؤسسة الأهرام).- ع17 يناير 2014 (القاهرة).
- «أفضل مَنْ حكموا مِصْرَ من عمرو بن العاص إلى ثورة يوليو».- مجلة ديوان (مؤسسة الأهرام).- ع18 أبريل 2014 (القاهرة).
- «الأزهر الشريف والسلطة في مصر».- مجلة الثقافة الجديدة (الهيئة العامة لقصور الثقافة).- ع283 أبريل 2014 (القاهرة).
- «أسطورة المُخَلَّص: صلاح الدين الأيوبي نموذجًا».- مجلة الثقافة الجديدة (الهيئة العامة لقصور الثقافة).- ع284 مايو 2014 (القاهرة).
- «أول بريد جوي.. سيرة الحَمَام».- مجلة ديوان (مؤسسة الأهرام).- ع19 يوليو 2014 (القاهرة).
- «الإدارة المكتبية عند الرواد المسلمين.. القلقشندي».- مجلة الوعي الإسلامي (وزارة الأوقاف والشؤون الإسلامية).- ع590 أغسطس 2014 (الكويت).
- «مكانة حواء في المجتمع المملوكي».- مجلة الثقافة الجديدة (الهيئة العامة لقصور الثقافة).- ع288 سبتمبر 2014 (القاهرة).
- «الوَعْيَ التُّراثُي الجَماعي».- المجلة العربية (مجلة الثقافة العربية) الرياض.- ع455 ذو الحجة 1435هـ - أكتوبر 2014 (السعودية).
- «من التراث الثقافي في البحر المتوسط: الطعام والتغذية».- مجلة الفيصل العلمية (فصلية يصدرها مركز الملك فيصل للبحوث والدراسات الإسلامية).- م12 – ع4 نوفمبر 2014 – يناير 2015.
- «الخبز في التراث الشعبي المصري».- مجلة الهلال (مؤسسة الهلال).- العدد (1463) يناير 2015 (القاهرة).
- «المرأة في مرآة الموضة مطلع القرن العشرين (1900 - 1910)».- مجلة آخر موضة.- (عدد خاص) فبراير 2015 (القاهرة).
- «الإدارة الحكومية عند الرواد المسلمين: ابن أبي الرُبِّيع نموذجًا».- مجلة الوعي الإسلامي (وزارة الأوقاف والشؤون الإسلامية).- ع597 مارس 2015 (الكويت).
- «رقصة التنورة .. نكهة الاستعراضات الشعبية».- مجلة «المجلة» سجل الثقافة الرفيعة (الهيئة المصرية العامة للكتاب).- العدد (37) يونيو 2015 (القاهرة).
- «الثقافة التاريخية في الوطن العربي».- مجلة فكر الثقافية.- ع11 (مايو - يوليو) 2015 (السعودية).
- «قارئ برتبة لص».- جريدة القاهرة (أسبوعية ثقافية تصدر عن وزارة الثقافة المصرية).- ع786 الثلاثاء 14 يوليو 2015 (القاهرة).
- «الكتاب العربي: القرصنة الورقية والإلكترونية».- مجلة أدب ونقد (مجلة الثقافة الوطنية الديمقراطية يصدرها حزب التجمع الوطني التقدمي الوحدوي).- ع345، يوليو 2015 (القاهرة).
- البيت العربي: «الرَّمْوز الزُّخْرُفُية على الملابس الشعبية».- مجلة العربي.- ع681 أغسطس2015 (الكويت).
- رائد تجديد الخطاب الديني.. الشيخ محمد عبده (1849 – 1905).- مجلة الرافد (2): دائرة الثقافة والإعلام في الشارقة.- ع217- سبتمبر 2015 (الإمارات).
- «التخدير السياسي وتزييف الوعي الشعبي».- مجلة الثقافة الجديدة (الهيئة العامة لقصور الثقافة).- ع301 أكتوبر 2015 (القاهرة).
- «الإدارة الحكومية: قراءة في فكر الرواد المسلمين».- مجلة الكلمة: فصلية تعنى بشؤون الفكر الإسلامي وقضايا العصر والتجدد الحضاري (تصدر عن منتدى الكملة للدراسات والأبحاث - لبنان). السنة الثانية والعشرون، العدد (89) خريف 2015.
- «السعادة الإنسانية في فكر القدّيس توما الأكويني».- الدراسات الدينية: مـجلة إلكترونية ربع سنوية متخصصة في الدراسات الإسلامية والمسيحية واليهودية (www.religmag.wordpress.com).- العدد (3): ربيع الأول 1437/ ديسمبر 2015 (السعودية).
- سلطة الْخِطَابِ «فرس الرهان» في ظاهرة الجماهير.- مجلة الجديد (ثقافية عربية جامعة تصدر من لندن).- العدد (12) يناير (كانون الثاني) 2016.
- «الوَعْيَ التُّراثُي الجَماعي».- مجلة تراث (ثقافية منوعة تصدر عن نادي تراث الإمارات).- العدد (196) فبراير 2016.
- «الميلاد والموت في المُعْتَقَد الشعبيَّ الرِّيفي»- مجلة «المجلة» سجل الثقافة الرفيعة (الهيئة المصرية العامة للكتاب).- العدد (48) مايو 2016 (القاهرة).
- «صفحة من الهَزْل السياسي في التاريخ العربي .. قراقوش».- مجلة الخان (فصلية، تُعنى بالثقافة والفكر والإبداع - تصدر عن رابطة الخان الثقافية).- العدد الرابع؛ شتاء 2016.
- «التُّرَاثُ الْعَلْمِيُّ الْعُرْبِيُّ الْمَفْقُودُ».- مجلة تراث (ثقافية منوعة تصدر عن مركز زايد للدراسات والبحوث - نادي تراث الإمارات، أبو ظبي).- العدد (203) سبتمبر 2016.
- «المعتقدات الشعبية في الريف المصري».- مجلة الحنونة (مجلة فصلية تُعنى بالتراث الشعبي العربي والفلسطيني تحديدًا. تصدر عن جمعية الحنونة للثقافة الشعبية. عمَّان - الأردن).- السنة الثانية، العدد (7) تشرين الثاني (نوفمبر) 2016.
- «من وسائل الثقافة والاطلاع في التراث العربي: إعارة الكتب».- مجلة الوعي الإسلامي (وزارة الأوقاف والشؤون الإسلامية – الكويت).- ع618 نوفمبر – ديسمبر 2016.
- «النُخْبَ والحكام.. ثالثهما الاستبداد».- مجلة الثقافة الجديدة (تصدر عن الهيئة العامة لقصور الثقافة - القاهرة).- العدد (316) يناير - 2017.
- «آثار القاهرة في المعتقد الشعبي».- جريدة القاهرة (أسبوعية ثقافية تصدر عن وزارة الثقافة المصرية).- ع869 الثلاثاء 14 مارس2017.
- «أيام رمضان في المعتقد الشعبي المصري».- مجلة تواصل (مجلة أدبية فصلية تصدرها الهيئة العامة لقصور الثقافة - القاهرة).- العدد (22) يونيو 2017.
- «الروبوت في التراث العلمي العربي».- مجلة المعرفة (ثقافية شهرية تصدرها وزارة الثقافة السورية - دمشق).- السنة (56) العدد (647) آب 2017.
- «الكتاب والقارئ العربي في لقطة 'سيلفي'».- صحيفة العرب اللندنية [أول صحيفة عربية يومية تأسست في لندن 1977].- الأحد الموافق 3 سبتمبر 2017، العدد: [10740].
- «غازية الخناقة: صفحة من تاريخ الجريمة النسائية»، جريدة القاهرة (تصدر عن وزارة الثقافة المصرية)، السنة (18) العدد (908) بتاريخ الثلاثاء 12 ديسمبر 2017.
- «مكتبات المنازل في الأندلس: أصداء المجد الزائل»، مجلة قوارئ، العدد (9) ديسمبر 2017 (السعودية).
- «فوضى الجوائز العربية»، مجلة أدب ونقد، العدد (365) ديسمبر 2017.
- «الزواج في الريف: ملامح وسمات شعبية»، جريدة القاهرة (تصدر عن وزارة الثقافة المصرية)، السنة (18) العدد (924) بتاريخ الثلاثاء 3 أبريل 2018.
- «العمارة الريفية بين الحاجة والمعتقد الشعبي»، جريدة القاهرة (تصدر عن وزارة الثقافة المصرية)، السنة (19) العدد (928) بتاريخ الثلاثاء 1 مايو 2018.
- «التراث المفقود'».- مجلة المخطوطات الثقافية (مجلة فصلية تعنى بالتراث العربي المخطوط وتصدر عن معهد المخطوطات العربية). مايو 2018 (المنظمة العربية للتربية والثقافة والعلوم).
- «الطب التقليدي بين الشفاء والبركة».- مجلة التراث الشعبي [مجلة فصلية تعنى بالدراسات الفولكلورية المحلية والعربية وتصدر عن دار الشؤون الثقافية العامة - بغداد].- السنة (49) العدد النصف سنوي الثاني - آب (أغسطس) 2018.
- «العمارة الشعبية في ريف مصر»، مجلة المعرفة (تصدرها وزارة الثقافة السورية)، السنة (57) العدد (658) تموز 2018.
- «المسكن الريفي بين الحاجة والمعتقد الشعبي»، مجلة الثقافة الجديدة (تصدر عن الهيئة العامة لقصور الثقافة)، العدد (335) أغسطس 2018.
- «المطبخ في الموروث الشعبي المصري»، جريدة القاهرة (تصدر عن وزارة الثقافة المصرية)، السنة (19) العدد (966) بتاريخ الثلاثاء 22 يناير 2019.
- الملابس والإكسسوار في خدمة الطقوس الشعبية: حفلة زار"، مجلة أفكار (تصدر عن وزارة الثقافة الأردنية)، العدد (362) آذار 2019.
- «الجسد الأنثوي في العصر المماليكي: الاستباحة والتحرر»، مجلة ميريت الثقافية، العدد (7) يوليو 2019.
- «القدرات العجائبية للأولياء والأضرحة: من الاعتقاد إلى الاعتياد».- مجلة الثقافة الجديدة [تصدر عن الهيئة العامة لقصور الثقافة]، العدد (346) يوليو 2019.
- «راديو النكسة.. أَثير تعليب العقول»، مجلة «ميريت الثقافية».- القاهرة، العدد (18) يونيو 2020.

### الأعمال الإبداعية
| - هُمومٌ الْمَغْلُوبِينَ – صحيفة الفكر - مزَاجُ الْآلِهَة – مجلة معارج الفكر - طَرِيقِي – مجلة معارج الفكر - أُنْثَى الأَسَدُ – مجلة معارج الفكر - مَدِينَةُ الذّكْرَيَات – صحيفة الفكر - أَشلَاءُ الْأُسْبُوع – مجلة معارج الفكر - صَفْعَاتُ الْقِدْرِ – صحيفة الحوار المتمدن - كرنفال الضَّجِيجَ – صحيفة الفكر - حُزنِي الْمُنْصِتُ – مجلة معارج الفكر - نصوص: الْجَوْلَةُ الْأَخِيرَةُ – صحيفة الفكر | - نصوص: حُروف هُلَاَمِيَّة – الأنطولوجيا (السرد العربي) - نصوص: اللَّاَمُ وَالْألْفُ – الأنطولوجيا (السرد العربي) - نصوص: غَيْمَةُ الْأسْئِلَةِ– صحيفة قاب قوسين - الأدب والفن: اِنْسِحَاب– صحيفة الحوار المتمدن - نصوص: أَقَارَعَ الْوَقْتُ– صحيفة الفكر - الأدب والفن: عَجُب الذَّنْبَ– صحيفة الحوار المتمدن - نصوص: عَرشِي الْاِفْتِرَاضِيِّ– صحيفة الفكر - نصوص: مَأْسَاةُ الْكِتَابَةِ– صحيفة الفكر - الأدب والفن: كُلُّ الْحِكَايَةِ– صحيفة الحوار المتمدن - نصوص: أنشودة البُعد– صحيفة قاب قوسين | - نصوص: زَمِنَ القشور– مجلة أصوات الشمال - نصوص: شَرِيعَةُ الْعَمَلِ– صحيفة الفكر - نصوص: فِنْجَانُ النِّسْيَانِ– صحيفة الفكر - نصوص: مَذَاقُ اللَّيْلِ– صحيفة الفكر - نصوص: ظَالِمُونَ ظَلامِيُّونَ– صحيفة الفكر - نصوص: رُوزْنامَة خواطر – موقع ثقافات - نصوص: نَكْهَةُ أوسو –موقع ثقافات - مجموعة خواطر نثرية، ضمن الكتاب الجماعي (حدوتة).- القاهرة: حدوتة للنشر والتوزيع، 2017. |

### العضويات المهنية والثقافية[78]
| - عضو رابطة الخان الثقافية. - عضو الاتحاد العربي للثقافة. - عضو اتحاد المدونين العرب. - عضو منتدى الكتاب العربي. - عضو اتحاد المؤرخين العرب. - عضو الاتحاد العالمي للمدونين. - عضو اتحاد المدونين المصريين. - عضو اتحاد كتاب الإنترنت العرب. - عضو الاتحاد العالمي للمثقفين العرب. - عضو الاتحاد الدولي للمبدعين العرب. | - عضو نادي اقرأ. - عضو جمعية الإداريين العرب. - عضو المركز الثقافي الأسيوي. - عضو مؤسسة المنصور الثقافية. - عضو اتحاد الكُتَّاب والمثقفين العرب. - عضو منتدى الضاد اللبناني الأدبي والثقافي. - عضو مركز الوفاق الإنمائي للدراسات والبحوث. - عضو الجمعية الدولية للمترجمين واللغويين العرب. - عضو جمعية شئون البيئة والتنمية (عضوية فخرية). - عضو لجنة الكتاب والأدباء – المجلس العالمي للصحافة. | - عضو الشبكة العربية العالمية (لندن). - عضو المجلس الثقافي للمبدعين العرب. - عضو الجمعية المصرية للتنشيط السياحي. - عضو الجمعية المصرية للمأثورات الشعبية. - عضو الجمعية المصرية للدراسات التاريخية. - عضو الجمعية العربية للتدريب والاستشارات. - عضو جمعية المحافظة على التراث المصري. - عضو الاتحاد الدولي لعلوم الحضارة الإسلامية. - عضو الجمعية الدولية للفنون والآثار الإسلامية. - عضو الرابطة العالمية للإعلام والفنون والثقافة. | - عضو الرابطة الدولية للباحث العلمي. - عضو مؤسسة بدن أكاديمي (العراق). - عضو الاتحاد الدولي للغة العربية (لبنان). - عضو منصة الباحثين والأكاديميين (إيفاد). - عضو مركز التاريخ العربي للنشر (أسطنبول). - عضو أكاديمية الشباب العربي للتدريب والتنمية. - عضو الجمعية العربية للحضارة والفنون الإسلامية. - عضو الجمعية العربية المصرية للدراسات الشعبية. - عضو جمعية الإنترنت العالمية (الولايات المتحدة). - عضو الأكاديمية الأمريكية الدولية للتعليم العالي والتدريب. |

## النشاط الأكاديمي

### الفعاليات
- المشاركة في ندوة الحفاظ على التراث الحضاري في الوطن العربي بين النظرية والتطبيق.- الجامعة الألمانية الأردنية، البتراء 11 - 13 أغسطس – 2009. (الأردن)
- المشاركة في ندوة تسويق الكتاب المصري، المجلس الأعلى للثقافة، (22 مايو 2013) دار الأوبرا المصرية. (القاهرة)
- عضو اللجنة العلمية في مؤتمر الإعلام الجديد وقضايا المجتمع المعاصر: التحديات والفرص (25 – 26 نوفمبر 2014) تنظيم كلية العلوم الإنسانية والاجتماعية - جامعة محـمد خيضر، بسكرة. (الجزائر)
- المشاركة في مؤتمر تاريخ العلوم عند العرب، مركز إحياء التراث العلمي العربي – جامعة بغداد، 21 – 22 ديسمبر 2016. (العراق)
- المشاركة في الندوة العربية السابعة لإدارة المصادر التراثية (إشكالية إدارة تراث الأمم: مستودع الحضارة)، المنظمة العربية للتنمية الإدارية، 29 - 31 أكتوبر 2017. (القاهرة)
- المشاركة في مؤتمر المعرفة والابتكار والبحث العلمي، المجلس الوطني للتدريب والتعليم، 4 مايو 2019. (القاهرة)
- المشاركة في مؤتمر الابتكار المؤسسي، معهد الإدارة العامة، 13 رمضان 1441 (السعودية).
- المشاركة في المؤتمر العلمي الدولي الرؤية المستقبلية للعالم بعد كوفيد 19، الأكاديمية الأمريكية الدولية للتعليم والتدريب، 14 - 16 مايو 2020. (ولاية ديلاوير)
- المشاركة في مؤتمر الإعلام الثقافي - آفاقه ومتغيراته، النادي الثقافي، 17 - 18 أغسطس 2020. (سلطنة عمان)
- المشاركة في مؤتمر جدلية الاستشراق والاستغراب: المنطلقات والحصاد، منتدى المؤرخين العرب، 26 - 27 يوليو 2020.
- المشاركة في المنتدى الافتراضي الأول للاتحاد العربي للمكتبات والمعلومات، 22 - 23 يوليو 2020.
- المشاركة في الندوة الافتراضية الدولية التعليم العالي عن بعد في العالم العربي، الجمعية العربية لعلم الاجتماع، 5 يوليو 2020. (لبنان)
- المشاركة في ندوة تدفق مصادر المعلومات الرقمية في ظل الأزمات: جائحة كورونا نموذجًا، مؤسسة محمد بن راشد آل مكتوم للمعرفة، 7 سبتمبر 2020. (الإمارات)
- المشاركة في ندوة رحلة الكتاب بين المؤلف والناشر والقارئ، الفهرس العربي الموحد، 20 يوليو 2020.(السعودية)
- المشاركة في ندوة علم التاريخ في ظل التقنية الحديثة، مركز التاريخ العربي للنشر، 28 مايو 2020. (أسطنبول)
- المشاركة في ندوة دور مؤسسات المجتمع المدني في الحافظ على التراث العمراني، جمعية التراث العمراني، 26 أغسطس 2020.(الإمارات)

### العضويات الأكاديمية
- عضو الهيئة الاستشارية، المجلة الجزائرية للدراسات والبحوث التاريخية المتوسطية، مجلة أكاديمية فصلية مٌحَكَّمة، يصدرها مختبر الجزائر والحوض الغربي للمتوسط، جامعة سيدي بلعباس - الجمهورية الجزائرية.
- عضو الهيئة الاستشارية الدولية، مجلة عصور، مجلة علمية مُحَكَّمة - علوم إنسانية تاريخ وحضارة، منشورات مخبر البحث التاريخي - مصادر وتراجم، كلية العلوم الإنسانية والحضارة الإسلامية، جامعة وهران - الجمهورية الجزائرية.
- عضو الهيئة الاستشارية، دورية دراسات تاريخية (علمية فصلية مُحَكَّمة)، تصدر عن مركز البصيرة للبحوث والاستشارات والخدمات التعليمية، الجمهورية الجزائرية.
- عضو الهيئة العلمية، دراسات وأبحاث، المجلة العربية للأبحاث في العلوم الإنسانية والاجتماعية، تصدر بالتنسيق مع مركز ابن خلدون للدراسات والأبحاث - الأردن، جامعة زيان عاشور (الجلفة) - الجمهورية الجزائرية.
- عضو لجنة التحكيم الاستشارية، مجلة جيل العلوم الإنسانية والاجتماعية، مجلة علمية دولية محكمة، تصدر دوريًا عن مركز جيل البحث العلمي، طرابلس - الجمهورية اللبنانية.
- عضو اللجنة العلمية، مجلة علوم الإنسان والمجتمع، مجلة أكاديمية دولية مُحَكَّمة، تصدرها كلية العلوم الإنسانية والاجتماعية، جامعة محمد خيضر (بسكرة) - الجمهورية الجزائرية.
- عضو اللجنة الاستشارية العلمية، مجلة الباحث في العلوم الإنسانية والاجتماعية، دورية فصلية أكاديمية محكمة، تصدرها كلية العلوم الاجتماعية والإنسانية، جامعة الشهيد حمه لخضر (الوادي)، الجمهورية الجزائرية.
- عضو اللجنة العلمية، مجلة جامعة التكوين المتواصل، دورية أكاديمية دولية علمية محكمة، تصدر عن رئاسة جامعة التكوين المتواصل (الجمهورية الجزائرية).
- عضو اللجنة العلمية، مجلة البحوث التاريخية، دورية دولية سداسية أكاديمية مُحكمة، تصدر عن قسم التاريخ، كلية العلوم الإنسانية والاجتماعية، جامعة محمد بوضياف (المسيلة) - الجمهورية الجزائرية.
- عضو هيئة المراجعة والتحكيم، مجلة العبر للدراسات التاريخية والأثرية في شمال إفريقيا، دورية علمية دولية مُحَكَّمة، تصدر عن مخبر الدراسات التاريخية والأثرية في شمال إفريقيا، جامعة ابن خلدون (تيارت) - الجمهورية الجزائرية.
- عضو هيئة التحرير، مجلة اشنونا للدراسات الإنسانية، دورية فصلية مُحَكَّمة، تصدرها رابطة اشنونا للكفاءات العلمية، إحدى مؤسسات المجتمع المدني (بغداد) - جمهورية العراق.
- عضو الهيئة العلمية، مجلة دفاتر المخبر (دورية دولية مُحَكَّمة نصف سنوية)، تصدر عن مخبر المسألة التربوية في ظل التحديات الراهنة، كلية العلوم الإنسانية والاجتماعية، جامعة محمد خيضر (بسكرة) - الجمهورية الجزائرية.
- عضو الهيئة العلمية، مجلة المواقف للدراسات والبحوث في المجتمع والتاريخ (دورية فصلية أكاديمية مُحَكَّمة)، تصدرها جامعة مصطفى اسطمبولي (معسكر) - الجمهورية الجزائرية.
- عضو الهيئة الاستشارية، مجلة الدراسات التاريخية والاجتماعية، دورية أكاديمية مُحَكَّمة تصدرها وحدة المعارف للدراسات التاريخية والاجتماعية ونشر التراث، كلية الآداب والعلوم الإنسانية - جامعة نواكشوط - الجمهورية الإسلامية الموريتانية.
- عضو هيئة المراجعة والتحكيم، مجلة تاريخ العلوم، دورية أكاديمية مُحَكَّمة تصدر بشكل سُداسي، متخصصة في تاريخ وفلسفة العلوم والدراسات الايبستيمولوجية، جامعة زيان عاشور (الجلفة) - الجمهورية الجزائرية.
- عضو هيئة المراجعة والتحكيم، مجلة العلوم الإنسانية والاجتماعية، علمية مُحَكَّمة نصف سنوية، منشورات جامعة عبد الحميد مهري قسنطينة (2) - الجمهورية الجزائرية.
- عضو هيئة التحرير، مجلة متون، دورية أكاديمية دولية مُحَكَّمة، تصدرها كلية العلوم الاجتماعية والإنسانية، جامعة الدكتور مولاي الطاهر سعيدة - الجمهورية الجزائرية.
- عضو الهيئة العلمية الاستشارية، مجلة مدارات تاريخية، دورية دولية مُحَكَّمة ربع سنوية، تصدر عن مركز المدار المعرفي للأبحاث والدراسات، الجزائر.
- عضو هيئة التحرير، مجلة العلوم الإنسانية، مجلة علمية دولية مُحَكَّمة سداسية مفهرسة، تصدرها جامعة محمد خيدر - بسكرة (الجزائر).
- عضو هيئة التحرير، مجلة العلوم الإنسانية، دورية سُداسية أكاديمية مُحَكَّمة، تُعنى بالدراسات العلمية المتخصصة، تصدرها جامعة العربي بن مهيدي - أم البواقي - الجمهورية الجزائرية.
- عضو هيئة التحرير، مجلة الرسالة الإعلامية، مجلة علمية فصلية مفتوحة المصدر، تصدر عن كلية العلوم الإنسانية والاجتماعية، جامعة العربي التبسي - تبسة - الجمهورية الجزائرية.
- عضو الهيئة العلمية، المجلة العربية للدراسات التاريخية، علمية مُحَكَّمة، تصدر عن مركز التاريخ العربي للنشر - أسطنبول.

## المساهمات الرقمية
- حركة الحج المسيحي إلى فلسطين من القرن الرابع إلى القرن الحادي عشر الميلادي، الفسطاط: المجلة التاريخية - الولايات المتحدة، سبتمبر – 2007.
- نسب الأيوبيين بين تزييف الكتابات وحقائق المصادر، الفسطاط: المجلة التاريخية - الولايات المتحدة، أكتوبر – 2007.
- المماليك: طبقة الرقيق الحاكمة، الفسطاط: المجلة التاريخية- الولايات المتحدة، نوفمبر – 2007.
- المصاهرة السياسية بين التاجين الأيوبي والإنجليزي، بوابة أنفاس: الأرشيف الرقمي العربي.- المغرب، فبراير – 2008.
- الحكمة الطولونية في مصر، جريدة شباب مصر - القاهرة، فبراير – 2008.
- ليوناردو دافنشي العالم الإسلامي 362 - 440هـ / 973 - 1048م، مجلة أضواء الشموع- اليمن، مارس – 2008.
- الملامح الشخصية لأجدر حاكم للإمبراطورية الرومانية، موسوعة دهشة العربية، مارس – 2008.
- حـركـة الجهـاد الكبـرى 583 هـ/ 1187م، موقع الركن الأخضر- الرياض، إبريل – 2008.
- سنـة وقـرنان على معركة رشيد ومقـاومة الحملة الإنجليزية 31 مارس 1807 - 31 مارس 2008، اتحاد كُتَّاب الإنترنت العرب- الأردن، مايو – 2008.
- المجتمع الأوربي في عصر الإقطاع من ق9م إلى ق14م، صحيفة المثقف- أستراليا، مايو – 2008.
- الطباق: ثكنات المماليك، دار ناشري للنشر الإلكتروني- الكويت، مايو – 2008.
- 555 عامًا على فتح القسطنطينية 1453 – 2008، مجلة ديوان العرب- فلسطين، أكتوبر – 2008.
- علاقة الأحرار بالإخوان المسلمين، شبكة الأوسطي- العراق، إبريل – 2009.
- الرجل الذي هزم أوروبا: نابليون بونابرت 1769 – 1821، صحيفة الحوار المتمدن- العراق، إبريل – 2009.
- اللوذعي الألمعي.. بهاء الدين قراقوش، مجلة وسط البلد- القاهرة، مايو – 2009.
- الشخصية الرومانتيكية في عصر الحروب الصليبية، مجلة أدب فن- العراق، يونيو – 2009.
- الفلاح السكسوني مارتن لوثر وبدعة صكوك الغفران، مجلة أجيال الإلكترونية- سوريا، يونيو – 2009.
- عشيقات في زمن الإمبراطورية النابليونية، مجلة نقطة فوق الهاء- المدينة المنورة، يونيه – 2009.
- هولندا والسياسة الزراعية في اندونيسيا، مجلة مركز الدراسات والبحوث الإنسانية والاجتماعية بوجدة- المغرب، نوفمبر – 2009.
- موقف الأقباط في مصر من العرب الغزاة. دنيا الرأي– فلسطين، يناير – 2010.
- الحركة الوطنية في إندونيسيا.- مجلة افيروس الإلكترونية– دمشق، مايو – 2010.
- وثيقة زواج من العصر المملوكي.- مجلة الغرباء– لندن، يونيو – 2010.
- حضارة متألقة في العصور الوسطى، مجلة الزيتونة– تونس، أكتوبر – 2010.
- الصين والغرب في النصف الأول من القرن التاسع عشر، مجلة الصداقة الثقافية– فلسطين، فبراير – 2011.
- حرب الأفيون الثانية (1856 – 1860)، مجلة أصوات الشمال– الجزائر، فبراير – 2011.
- التسمم الرصاصي والإمبراطورية الرومانية، مركز النور– السويد، إبريل – 2011.
- شبه جزيرة قطر: صفحة من تاريخ الخليج العربي، صحيفة الحوار المتمدن– العراق، إبريل – 2011.
- الغزو المغولي: صفحة دموية في تاريخ الحضارة الإسلامية، مجلة الزيتونة– تونس، إبريل – 2011.
- الحركة الوطنية في الصين في بداية القرن العشرين، موقع دروب– كندا، إبريل – 2011.
- الصراع اليهودي الإغريقي في الإسكندرية في عصر الرومان، مجلة العلوم الاجتماعية– صادرة بتصريح من وزارة الثقافة والاعلام- الإعلام الداخلي- رقم: غ ع 1076 وتاريخ: 18-7- 1432هـ السعودية، إبريل – 2011.
- الحياة الخاصة للإمبراطور الروماني تيبيريوس (42ق.م – 37م).- مجلة عود الند (ثقافية شهرية)– لندن، 26العدد (66) كانون الأول 2011.
- النَسِيجُ: حِكايةُ صِّناعةُ شَّعْبية مصْرَية.- عود الــنـد: المـجلة الثـقـافـيـة الشهرية – لندن. العدد (72): حزيران/يونيو 2012.
- حضارتنا الإنسانية، دنيا الرأي- فلسطين، 13 فبراير 2014.
- البعثة الاقتصادية المصرية إلى السودان 1935، صحيفة الحوار المتمدن– العراق، فبراير؛ ع4372 – 21 فبراير 2014.
- المحتوى الرقمي في التنمية الإدارية العربية المستدامة، صحيفة المثقف- أستراليا، فبراير ع2727 السبت 22 فبراير 2014.
- الخلافة والخليفة في الدولة الإسلامية، دنيا الوطن– فلسطين، 26 يونيو 2014.
- الوقائع المصرية: حكاية جريدة، مجلة أصوات الشمال– الجزائر، منشور بتاريخ 10 يوليو 2014.
- الوزارة في الدولة الإسلامية.. النشأة والتطور، دنيا الوطن– فلسطين، منشور بتاريخ 20 يوليو 2014.
- الصيادون في الموروث الثقافي الشعبي المصري.- عود الــنـد: المـجلة الثـقـافـيـة الشهرية.- العدد (103): كانون الثاني/يناير 2015 (لندن).
- الثقافة التاريخية في الوطن العربي.- مجلة أدب فن- العراق، 10 يناير 2015.
- التراثُ العلمي العربيُّ المحروق، أنفاس: من أجل الثقافة والإنسان– منشور بتاريخ 6 مارس 2015.
- أناقة المرأة في القرن العشرين (1900 – 1920)، موقع دروب– كندا، منشور بتاريخ 15 أبريل 2015.
- أناقة المرأة عبر العصور: الأزياء في مصر القديمة، موقع فستاني– القاهرة، منشور بتاريخ 27 أبريل 2015.
- أناقة المرأة عبر العصور: الأزياء في العصر الإغريقي، موقع فستاني– القاهرة، 31 مايو 2015.
- أناقة المرأة عبر العصور: الأزياء في العصر الروماني، موقع فستاني.– القاهرة، أول أغسطس 2015.
- بائع العرقسوس: مهنة شعبية من الزمن العضوي.- عود الــنـد: المـجلة الثـقـافـيـة الشهرية.- العدد (110): آب/ أغسطس2015 (لندن).
- من معالم التراث المكتبي في مصر.. مكتبات المنازل، بوابة الحضارات: موقع الأهرام للفنون والآداب والتراث– القاهرة، 23 نوفمبر 2015.
- الزواج في المُعْتَقَدات الشعبيَّة في الريف المصري.- موقع ثقافات: (موقع عربي لنشر الآداب والفنون والفكر - الأردن). 1 مارس 2016.
- يوم أن أحرق الأهالي قلب فريزر على جنوده.. ذكرى معركة رشيد.- بوابة الحضارات: موقع الأهرام للفنون والآداب والتراث (مؤسسة الأهرام).- 28 مارس 2016
- العروس لا يذكر اسمها في العقد.. الزواج في العصر المملوكي.- بوابة الحضارات: موقع الأهرام للفنون والآداب والتراث (مؤسسة الأهرام).- 17 مايو 2016.
- من مآثر الحضارة الإسلامية .. العقاقير.- صحيفة الفكر (صحيفة أدبية ثقافية عامة مستقلة تصدرها مؤسسة الفكر للثقافة والإعلام).- 21 مايو 2016.
- الإمامُ ابنُ حزم الأندلسيّ: الثقافة والمكانة العلمية.- مجلة أصوات الشمال: عربية ثقافة اجتماعية شاملة.- 21 مايو 2016.
- بنى الأبراج وقلعة صلاح الدين.. قراقوش: المهندس الاسطورة.- بوابة الحضارات: موقع الأهرام للفنون والآداب والتراث (مؤسسة الأهرام).- 11 مايو 2016.
- طبيبات التاريخ الإسلامي.- موقع ثقافات: (موقع عربي لنشر الآداب والفنون والفكر - الأردن). 18 مايو 2016.
- الإمبراطورية التي سقطت بالرصاص.. العرش الروماني.- بوابة الحضارات: موقع الأهرام للفنون والآداب والتراث (مؤسسة الأهرام).- 19 يونيو 2016.
- وَيَسْأَلُونَكَ عَنِ الْعَنَاكِبِ الرقَمية.- مجلة معارج الفكر: (أدبية ثقافية سياسية مستقلة - برلين). 8 يناير 2017.
- البَاذِنْجَان.. بين التاريخ والفولكلور.- بوابة الحضارات: موقع الأهرام للفنون والآداب والتراث (مؤسسة الأهرام).- 22 يناير 2017.
- نابليون بونابرت.. الرجل الذي هزم أوروبا.- بوابة الحضارات: موقع الأهرام للفنون والآداب والتراث (مؤسسة الأهرام).- 12 فبراير 2017.
- التاريخ من المرحلة الأسطورية إلى مرحلة التفسير اللاهوتي.-هافينغتون بوست: (منصة مستقلة على الإنترنت للمدونين العرب).- منشور بتاريخ 28 يناير 2017.
- الحقبة البطولية في الحركة التاريخية.-هافينغتون بوست: (منصة مستقلة على الإنترنت للمدونين العرب).- منشور بتاريخ 23 فبراير 2017.
- إشكالية الفهم والتأويل في كتابة التاريخ.-هافينغتون بوست: (منصة مستقلة على الإنترنت للمدونين العرب).- منشور بتاريخ 31 مارس 2017.
- العقل الباطن الجمعي.. كيف يؤثر في الشعوب؟.-هافينغتون بوست: (منصة مستقلة على الإنترنت للمدونين العرب).- منشور بتاريخ 31 مارس 2017.
- الانحراف الإلكتروني.. كوبي بيست.- موقع مقال (الإمارات): منصة مقالات عربية حرّة.- 14 مارس 2017.
- ليس كل التاريخ مكتوبًا.-هافينغتون بوست: (منصة مستقلة على الإنترنت للمدونين العرب).- منشور بتاريخ 9 مارس 2017.
- تيبيريوس المعجون بالدماء.- بوابة الحضارات: موقع الأهرام للفنون والآداب والتراث (مؤسسة الأهرام).- 5 مارس 2017.
- أثر الجنس على حركة التاريخ.- هافينغتون بوست: (منصة مستقلة على الإنترنت للمدونين العرب).- منشور بتاريخ 25 أبريل 2017.
- المعالجة الأركيولوجية لوقائع الماضي (مخلفات الحضارات تعيد تأسيس منهج كتابتنا للتاريخ).- هافينغتون بوست: (منصة مستقلة على الإنترنت للمدونين العرب).- منشور بتاريخ 14 أبريل 2017.
- الملابس في المعتقدات الشعبية.- بوابة الحضارات: موقع الأهرام للفنون والآداب والتراث (مؤسسة الأهرام).- 2 أبريل 2017.
- المعرفة الشعبية.. ذاكرة وهويّة للأجيال.- هافينغتون بوست: (منصة مستقلة على الإنترنت للمدونين العرب).- منشور بتاريخ 26 مايو 2017.
- الهجو بالعربية والمدح بالفارسية، صحيفة اللغة العربية (تصدر برعاية المجلس الدولي للغة العربية).- الجمعة 5 مايو 2017.
- صُنَّاع التاريخ.- هافينغتون بوست: (منصة مستقلة على الإنترنت للمدونين العرب).- منشور بتاريخ 2 يونيو 2017.
- أيام رمضان في المعتقد الشعبي المصري.-بوابة الحضارات: موقع الأهرام للفنون والآداب والتراث (مؤسسة الأهرام).- 4 يونيو 2017.
- قضايا السوق في فكر رواد الاقتصاد الإسلامي: الإمام ابن تيمية نموذجًا.- مجلة البيان، منشور بتاريخ 12 يونيو 2017.
- فوضى الجوائز العربية.-الموجة الثقافية، منشور بتاريخ 19 سبتمبر 2017.
- أرصفة موحشة ومكتبات فارغة.- المنتدى (إسبوعية يصدرها المنتدى الثقافي للتأصيل)، منشور بتاريخ 4 نوفمبر 2017.
- الملابس والإكسسوار في خدمة الطقوس الشعبية: حفلة زار.- مجلة الفلق الإلكترونية، منشور بتاريخ 16 ديسمبر 2018.
- مَتْجَر الكتب: ثلاثية المكان والزبون والبائع.- جوك، منشور بتاريخ 31 مايو 2020.
- الطربوش في الموروث الشعبي المصري.- جوك، منشور بتاريخ 16 يونيو 2020.
- تجارب رائدة للحكام غير المصريين في حكم مصر.-جوك، منشور بتاريخ 5 يوليو 2020.
- ملامح الموضة وملابس المرأة.-جوك، منشور بتاريخ 14 يوليو 2020.
- التنورة لوحة شعبية مزركشة.-جوك، منشور بتاريخ 14 يوليو 2020.
- أسطورة صلاح الدين في المخيال الشعبي.- جوك، منشور بتاريخ 23 يوليو 2020.

## وصلات خارجية

### مكتبة جامعة ستانفورد - الولايات المتحدة
- Ashraf Ṣāliḥ Muḥammad Sayyid, Stanford Libraries. Tārīkh al-Khalīj wa-al-Jazīrah al-ʻArabīyah, 1820-1971: buḥūth wa-dirāsāt
- Ashraf Ṣāliḥ Muḥammad Sayyid, Stanford Libraries. al-ʻUṣūr al-wusṭá fī al-Sharq : buḥūth wa-dirāsāt fī tārīkh al-Shām wa-Miṣr, 641-1517 M
- Ashraf Ṣāliḥ Muḥammad Sayyid, Stanford Libraries. Jamāl qabla ʻAbd al-Nāṣir, 1948-1952
- Ashraf Ṣāliḥ Muḥammad Sayyid, Stanford Libraries. al-Āthār al-bāqiyah ʼan al-Bayrūnī electronic resource
- Ashraf Ṣāliḥ Muḥammad Sayyid, Stanford Libraries. Intishār al-khamr wa-al-nabīdh fī ʻaṣr al-ḥurūb al-Ṣalībīyah
- Ashraf Ṣāliḥ Muḥammad Sayyid, Stanford Libraries. Wiʻāʼ al-maʻrifah wa-manārāt al-ʻilm fī al-qurūn al-wusṭá : al-kitāb wa-al-maktabah min al-qarn al-awwal ilá al-ʻāshir al-Hijrī

### مكتبة ولاية برلين
- Ashraf Ṣāliḥ Muḥammad Sayyid, Staatsbibliothek zu Berlin - Preußischer Kulturbesitz, Haus Potsdamer Straße. al-Inḥirāf al-jinsī fī ʻaṣr al-ḥurūb al-Ṣalībīyah: ṣūrat al-ākhar al-Firinjī

### مكتبة الكونجرس الأمريكى
- Ashraf Ṣāliḥ Muḥammad Sayyid, Library of Congress. al-Nahḍah al-ʻArabīyah al-Islāmīyah fī al-ʻuṣūr al-Wusṭá : dirāsāt fī al-ishāmāt wa-al-intikāsāt.
- Ashraf Ṣāliḥ Muḥammad Sayyid, Library of Congress. Tārīkh al-Khalīj wa-al-Jazīrah al-ʻArabīyah, 1820-1971 : buḥūth wa-dirāsāt.

### مكتبة جامعة شيكاغو
- Ashraf Ṣāliḥ Muḥammad Sayyid, University of Chicago Library. Ayyām al-Maḥrūsah : min al-dukhūl al-ʻArabī ḥattá al-tajribah al-Ikhshīdīyah.

### مكتبة جامعة بنسلڤانيا
- Ashraf Ṣāliḥ Muḥammad Sayyid, University of Pennsylvania Libraries. al-Ḥamalāt al-istiʻmārīyah al-Ūrubīyah ʻalá al-Sharq al-ʻArabī al-Islāmī fī al-ʻuṣūr al-wusṭá : buḥūth wa-dirāsāt.

### مكتبة جامعة هارفارد
- Ashraf Ṣāliḥ Muḥammad Sayyid, Harvard Library. Ayyām al-Maḥrūsah : min al-dukhūl al-ʻArabī ḥattá al-tajribah al-Ikhshīdīyah.
- Ashraf Ṣāliḥ Muḥammad Sayyid, Harvard Library. Dirāsāt ḥaḍārīyah fī al-tārīkh al-Islāmī : al-ṣināʻah, al-ṭibb, al-ḥayāh al-ʻilmīyah.
- Ashraf Ṣāliḥ Muḥammad Sayyid, Harvard Library. Wiʻāʼ al-maʻrifah wa-manārāt al-ʻilm fī al-qurūn al-wusṭá : al-kitāb wa-al-maktabah min al-qarn al-awwal ilá al-ʻāshir al-Hijrī.